# Piotr Borodulin-Nadzieja
Piotr Tadeusz Borodulin-Nadzieja – polski matematyk, dr hab. nauk matematycznych, adiunkt Instytutu Matematycznego Wydziału Matematyki i Informatyki Uniwersytetu Wrocławskiego.

## Życiorys
25 września 2007 obronił pracę doktorską O miarach na przestrzeniach polskich i na algebrach Boole’a, 21 listopada 2017 habilitował się na podstawie rozprawy zatytułowanej Miary na małych przestrzeniach zwartych. Jest zatrudniony na stanowisku adiunkta w Instytucie Matematycznym na Wydziale Matematyki i Informatyki Uniwersytetu Wrocławskiego.